# Shanta Ghosh
Pour les articles homonymes, voir Ghosh.
Shanta Ghosh-Broderius (née le 3 janvier 1975 à Neunkirchen) est une ancienne athlète allemande spécialiste du 400 mètres. 

## Carrière
Sur la scène internationale, le principal résultat de Shanta Ghosh est une médaille d'argent lors du relais 4 × 400 mètres, lors des Championnats du monde de 2001 à Edmonton.

Elle a également décroché la médaille de bronze, toujours sur 4 × 400 mètres lors des Championnats du monde en salle de 2001 à Lisbonne. Lors de cette course, elle prend le 4e relais en tête pour l'Allemagne, après les passages de ses compatriotes Claudia Marx, Birgit Rockmeier et Florence Ekpo-Umoh. Elle ne finira que 3e, dépassée par Olga Kotlyarova et Sandie Richards, respectivement pour la Russie et la Jamaïque.

## Palmarès

### Championnats du monde d'athlétisme
- Championnats du monde d'athlétisme 2001 à Edmonton,  Canada
  -  Médaille d'argent du relais 4 × 400 m

### Championnats du monde d'athlétisme en salle
- Championnats du monde d'athlétisme en salle 2001 à Lisbonne,  Portugal
  -  Médaille de bronze du relais 4 × 400 m